# Жар (Лодзинське воєводство)
Жар (пол. Żar) — село в Польщі, у гміні Клюки Белхатовського повіту Лодзинського воєводства.
Населення — 143 особи (2011).
У 1975-1998 роках село належало до Пйотрковського воєводства.

## Демографія
Демографічна структура станом на 31 березня 2011 року:
|          | Загалом | Допрацездатний вік | Працездатний вік | Постпрацездатний вік |
| -------- | ------- | ------------------ | ---------------- | -------------------- |
| Чоловіки | 79      | 20                 | 52               | 7                    |
| Жінки    | 64      | 10                 | 38               | 16                   |
| Разом    | 143     | 30                 | 90               | 23                   |